# Ваделыпское нефтяное месторождение
Ваделыпское месторождение — нефтяное месторождение в России. Расположено в Ханты-Мансийском автономном округе, в Нефтеюганском районе. Открыто в 1989 году.
Начальные запасы нефти оцениваются в 18 млн тонн.
Месторождение относится к Западно-Сибирской провинции.
Оператором месторождение является нефтяная компания Салым Петролеум Девелопмент Н.В., совместное предприятие концерна Royal Dutch Shell и российской компании Газпромнефть.